# 裴潛
裴潛（2世紀—244年），字文行，河東郡闻喜县（今山西省运城市闻喜县）人，東漢末及三國時曹魏官員，官至尚書令。

## 生平
東漢末年，裴潛因戰亂而逃到荊州，並得到荊州牧劉表以賓禮接待。但裴潛私下卻和相熟的王粲與司馬芝說劉表不是能稱霸天下的人，但卻據地安守，很快會失敗。於是又離開荊州到長沙郡。建安十三年（208年），曹操佔領荊州，並徵命裴潛，先任丞相參軍事，後又先後出任三縣縣令和倉曹屬。
建安二十年（210年），當時北方仍然未安定，烏丸王和兩名大人（首领）都自稱單于，專制郡事；代郡大亂，前任太守不能制約，曹操於是調裴潛任代郡太守，並打算給裴潛精兵去討平鎮壓他們。但裴潛認為這只是他們心中不安的反應，若果大軍臨境，他們一定會因懼怕而反叛抵抗；於是打算用計降服他們。裴潛於是只帶很少人到郡，單于都感到驚喜，裴潛於是安撫他們。單于以下都脫帽跪拜裴潛，又交還擄掠的財物、器械和婦女。裴潛又誅殺郝溫、郭端等十多名與單于勾結的郡中官員，重整北方，百姓都歸心。
三年後（213年），裴潛被召還，任丞相理曹掾，並嘉獎裴潛安定北方的功蹟。但裴潛則以他之前對百姓寬容卻對胡人嚴峻，新上任的官員一定會對胡人放寬，對胡人過寬就會令他們對法制鬆懈，他們一旦犯事判罰就會引發胡人爭訟和反叛；並推算胡人一定會叛亂。曹操於是後悔太早召還裴潛，不久，胡人果然再叛，逼使曹操派兵鎮壓。
裴潛後又轉任沛國相和兗州刺史。建安二十四年（219年）樊城之戰，裴潛見曹操的詔軍令以為這只是一般的召集令，於是在收到軍令後只是慢慢地整軍。但多虧揚州刺史溫恢的指點，才沒釀成悲劇。
黃初元年（220年），曹丕稱帝，裴潛任散騎常侍。後又先後出任魏郡和潁川典農中郎將，在任期間又協助開通了郡國農民入仕之路。後又遷任荊州刺史，獲賜爵關內侯。
太和元年（227年），曹叡繼位，任尚書。後又先後任河南尹、太尉軍師、大司農，又封清陽亭侯。後又任尚書令。後來因父親逝世而離職，轉拜光祿大夫。正始五年（244年）逝世，追贈太常，諡貞侯。裴潛遺令節葬，墓中只放瓦器數枚作陪葬。

## 轶事
據《魏略》記載，裴潛生母出身卑微，沒有舅舅一方支援，而裴潛年輕時又因行為有不端之處而不獲父親禮待，故此即使後來屢獲升遷都表現得很簡約節儉。如每次外任時都不帶妻兒到任，妻兒只能編織蔾芘賺生活數；出入京師也只坐簡陋又走不快的車子，往田地房舍時就更加常常步行；家人不論大小常吃不飽；另他在任兗州刺史時曾經造過一個胡床供自己使用，至離任時就將胡床留下，並掛在橫樑之間。這些事和其遺命節葬都見其儉樸之風。
據《世說新語．識鑒》記載，曹操問裴潛對劉備的看法：「卿前與劉備俱在荊州，卿以備才略何如？」，裴潛對曰：「使居中國，能亂人而不能為治也。若乘間守險，足以為一方主。」其對話據余嘉錫先生考證，應發生劉備據佔益州，正與曹操奪取漢中之戰。

## 家庭

### 父親
- 裴茂，东汉尚书令

### 兄弟
- 裴儁，蜀漢光祿勛
- 裴徽，曹魏冀州刺史
- 裴輯

### 子女
- 裴秀，西晋司空、鉅鹿元公
- 裴耽，西晋仪曹郎

## 延伸阅读
[在维基数据编辑]
 《三國志/卷23》，出自陳壽《三國志》

## 扩展阅读
- 《三國志·魏書·裴潛傳》
- 《三國志·魏志十五·溫恢傳》